# Osmia rufa
Osmia rufa (Linnaeus, 1758) è un imenottero apoideo della famiglia Megachilidae.

## Biologia

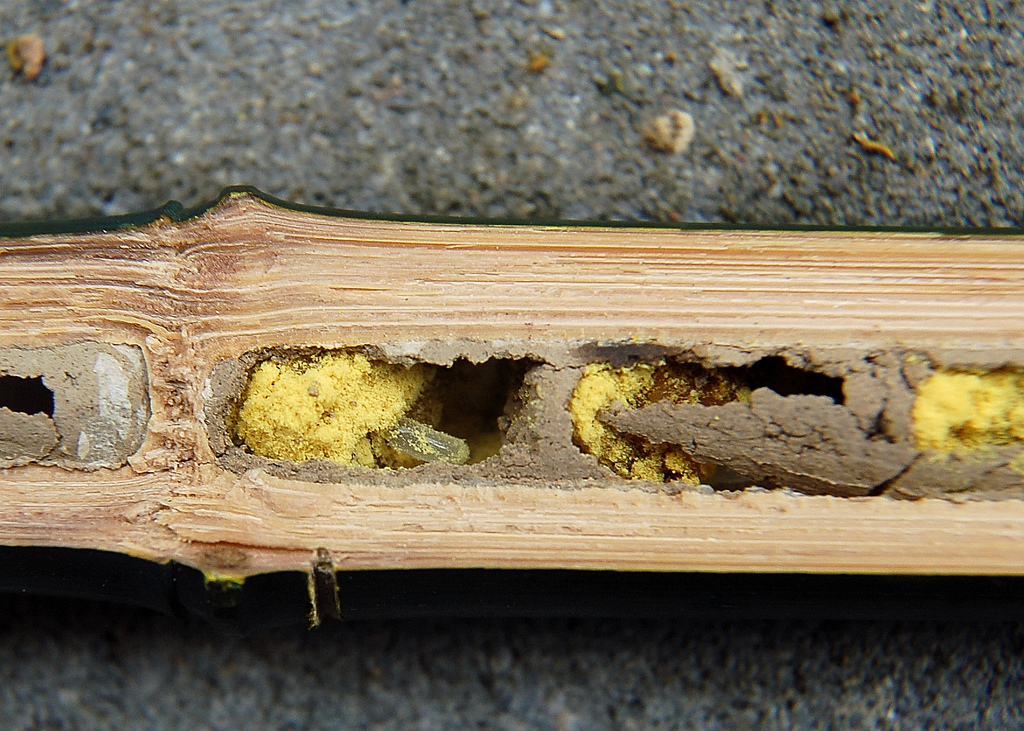
Sezione di nido di Osmia rufa

Sono api solitarie che costruiscono i loro nidi nelle cavità del fusto di piante (canne) o in fori nel legno; anche se spesso nidificano in gruppo ogni femmina accudisce la propria covata. Le singole celle vengono separate da un tappo di polline e nettare, che serve da nutrimento per la larva; dopo l'ovodeposizione l'ingresso del nido viene chiuso con un tappo di argilla.